# چاک گرسلی
چاک گرَسلی (به انگلیسی: Chuck Grassley) (زادهٔ ۱۷ سپتامبر ۱۹۳۳) یک سیاستمدار آمریکایی است که از سال ۲۰۲۵ به عنوان رئیس موقت سنای ایالات متحده خدمت می‌کند، نقشی که او نیز از سال ۲۰۱۹ تا ۲۰۲۱ بر عهده داشت. گراسلی که یکی از اعضای حزب جمهوری‌خواه است، سناتور ارشد ایالات متحده از آیووا است که از سال ۱۹۸۱ خدمت می‌کند. او رئیس سنای ایالات متحده است.